# Dehaasia teijsmannii
Dehaasia teijsmannii är en lagerväxtart som beskrevs av Kostermans. Dehaasia teijsmannii ingår i släktet Dehaasia och familjen lagerväxter. Inga underarter finns listade i Catalogue of Life.